# Zębiełek duży
Zębiełek duży (Crocidura grandis) – gatunek owadożernego ssaka z rodziny ryjówkowatych (Soricidae). Występuje endemicznie na Filipinach. Holotyp znaleziony w 1906 roku na szczycie Malindang na wyspie Mindanao na wysokości 1859 m n.p.m. Do 2000 roku nie przeprowadzono żadnych badań tego ssaka, jednak w ostatnich dwóch latach znaleziono kilka okazów które mogą należeć do tego gatunku. Poszukiwania przeprowadzone na najwyższych szczytach Mindanao, Apo i Katanglad nie przyniosły żadnych rezultatów. Ssak o długości ciała 157 mm, ogona 58 mm, masa ciała nieznana. Najprawdopodobniej ssak ten ogranicza się do pierwotnego lasu. Ekologia i wielkość populacji słabo poznane. W Czerwonej księdze gatunków zagrożonych Międzynarodowej Unii Ochrony Przyrody i Jej Zasobów został zaliczony do kategorii DD (niedostateczne dane). W regionie gdzie występuje ten gatunek prowadzone są na szeroką skalę wylesiania. Występuje co prawda w Parku Narodowym Mount Malindang, lecz park ten nie jest dobrze zarządzany. Skutki wylesiania dla populacji tego ssaka nie są znane.